# Shays’ Rebellion
Shays’ Rebellion („Rebellion von Shays“) war ein bewaffneter Aufstand von ehemaligen Soldaten aus dem Amerikanischen Unabhängigkeitskrieg und Kleinbauern 1786 und 1787 in West-Massachusetts.
Die Aufständischen, von Daniel Shays angeführt, protestierten gegen die hohen Schulden und Steuern der Kleinbauern (darunter viele heimgekehrte Soldaten) und die daraus resultierenden Verhaftungen und Zwangsvollstreckungen.

## Ursachen
Die Verschuldung führte dazu, dass
- immer mehr Kleinbauern ihr Land zu Dumping-Preisen verkaufen mussten,
- immer mehr in ihr verbleibendes Vermögen vollstreckt wurde und
- immer mehr Leute in Schuldhaft kamen.

Nach der Verfassung von 1780 musste man ein großes Vermögen besitzen, um für ein politisches Amt kandidieren zu können, was Kleinbauern somit unmöglich war. Der Aufstand wurde ausgelöst, nachdem sich 1786 die Regierung Massachusetts’ traf, aber auf die Forderungen und Probleme der Kleinbauern nicht einging.

## Forderungen
Die Forderungen der anfänglich friedlichen Protestierenden waren, dass Fiatgeld gedruckt werde, um damit Schulden abgleichen zu können. Die Kriegsinvestoren, bei denen die Kleinbauern oft verschuldet waren, forderten die Schuldzahlungen in Gold und Silber, welches die Bauern jedoch nicht besaßen und somit ihr Land (und somit ihre Einkommensquelle) den Geschäftsleuten überlassen mussten. Ein weiterer Effekt wäre, dass Inflation entstehe und damit die effektive Last ihrer Schulden geringer werde. Dies war z. B. auf Rhode Island geschehen, um die Probleme von hochverschuldeten Bauern zu verringern. Weiterhin forderten sie, dass die Debtor Courts personell nicht über Ernennung (durch die Regierung, die wiederum vornehmlich die Interessen einer finanzstarken Minderheit vertrat), sondern über Wahlen (durch das Volk) besetzt wurden. Ihre Forderungen machten sie in einer Petition an das Parlament deutlich.

## Verlauf
Um Zwangsvollstreckungen zu verhindern, besetzten die Protestierenden verschiedene Gerichte. Die Milizen, die teils mit den Protestlern sympathisierten, griffen nicht ein. Die Proteste eskalierten, als sich im September 1786 rund 700 Kleinbauern unter Führung von Daniel Shays in Springfield versammelten und den Obersten Gerichtshof von Massachusetts zwangen, seine Verhandlungen zu vertagen. Der Gerichtshof hatte zuvor mehrere Protestler angeklagt, und an diesem Tag sollte nach Gerüchten eine weitere Anklage beginnen. Auf die Protestierenden um Daniel Shays wartete ein Heer von 900 Soldaten. Die Protestler wichen den Soldaten jedoch aus, und es schlossen sich mehrere Bürger aus dem Ort dem Protest an. Das Gericht vertagte sich daraufhin. Auf Initiative von Samuel Adams wurde daraufhin ein Gesetz („Riot Act“) verabschiedet, das erlaubte, Personen ohne Gerichtsurteil in Haft zu nehmen.
Im Winter des Jahres 1786 kam es zu offenen Kämpfen zwischen den Regierungstruppen und den Rebellen, wobei die Rebellen meist zahlen- und waffenmäßig unterlegen waren. Nach mehreren Scharmützeln wurden Shays und seine Männer bei Petersham, Massachusetts am 2. Februar 1787 besiegt.

## Folgen
Der Aufstand beeinflusste die Regierung des Staates Massachusetts. Von nun an wurden direkte Steuern vermieden, die Gerichtskosten wurden reduziert, außerdem wurden Geräte, die von Handwerkern und Bauern für ihre Arbeit gebraucht wurden, aus dem Schuldenverfahren ausgenommen. Henry Knox befürchtete, die Aufständischen könnten wegen ihres Kampfs im Unabhängigkeitskrieg als Belohnung einigen Wohlstand des Landes als Gemeineigentum verlangen.
Auch auf die Verfassung der Vereinigten Staaten hatte Shays Rebellion großen Einfluss. In den einzelnen Staaten formte sich die Meinung, dass eine nationale Verfassung vonnöten war um die einzelnen Staaten vor inländischen und ausländischen Gewaltakten zu verteidigen, und dass eine Zentralregierung über ein stehendes Heer verfügen sollte.
Thomas Jefferson, zu dieser Zeit Botschafter in Frankreich, betrachtete die Rebellion positiv und schrieb in einem Brief an James Madison: „eine kleine Rebellion hier und dann ist eine gute Sache“.
Von den Festgenommenen und Angeklagten wurden einige begnadigt, andere hingegen gehängt. Es ergab sich eine rege politische Diskussion über die Bestrafung der Aufständischen. General Benjamin Lincoln plädierte für Gnade, der spätere Gouverneur Samuel Adams forderte hingegen die Anwendung der Todesstrafe.